# Aloe fimbrialis
Aloe fimbrialis é uma espécie de liliopsida do gênero Aloe, pertencente à família Asphodelaceae.